# Pulling Rabbits Out of a Hat
Albums de Sparks
In Outer Space
(1983) Music That You Can Dance To
(1986)
Singles
1. With All My Might (en)
Sortie : juin 1984
2. Pretending to Be Drunk
Sortie : 1984
3. Progress
Sortie : 1984

Pulling Rabbits Out of a Hat est le treizième album du groupe américain de rock Sparks. Il est sorti en 1984 sur le label Atlantic Records.

## Histoire
Deux des singles tirés de l'album font leur apparition dans le classement spécialisé Hot Dance Club Songs établi par le magazine américain Billboard. With All My Might (en) se classe 28e en septembre 1984 et Pretending to Be Drunk pointe à la 60e place en décembre de la même année.

## Fiche technique

### Chansons
Toutes les chansons sont écrites et composées par Ron Mael et Russell Mael.
| 1. | Pulling Rabbits Out of a Hat | 4:07 |
| 2. | Love Scenes                  | 4:20 |
| 3. | Pretending to Be Drunk       | 3:38 |
| 4. | Progress                     | 4:43 |
| 5. | With All My Might (en)       | 4:06 |

| 6.  | Sparks in the Dark (Part One) | 0:28 |
| 7.  | Everybody Move                | 2:58 |
| 8.  | A Song That Sings Itself      | 4:29 |
| 9.  | Sisters                       | 3:53 |
| 10. | Kiss Me Quick                 | 4:07 |
| 11. | Sparks in the Dark (Part Two) | 2:58 |

### Musiciens
- Russell Mael : chant
- Ron Mael : claviers
- Bob Haag : guitare, synthétiseur, chœurs
- Leslie Bohem (en) : basse, chœurs
- David Kendrick (en) : batterie
- John Thomas : claviers

### Équipe de production
- Ian Little : producteur
- Steve Bates : ingénieur du son
- Brian Reeves, Dave Bianco, Mick Guzauski : mixage